# Norihito Kobayashi
Norihito Kobayashi –en japonés, 小林範仁, Kobayashi Norihito– (Kitaakita, 4 de mayo de 1982) es un deportista japonés que compitió en esquí en la modalidad de combinada nórdica.
Ganó una medalla de oro en el Campeonato Mundial de Esquí Nórdico de 2009, en la prueba por equipo. Participó en tres Juegos Olímpicos de Invierno, entre los años 2002 y 2010, ocupando el sexto lugar en Turín 2006 y el sexto en Vancouver 2010, en la misma prueba.

## Palmarés internacional
| Campeonato Mundial | Campeonato Mundial        | Campeonato Mundial | Campeonato Mundial       |
| Año                | Lugar                     | Medalla            | Prueba                   |
| ------------------ | ------------------------- | ------------------ | ------------------------ |
| 2009               | Liberec (República Checa) | Medalla de oro     | TG + 4 × 5 km por equipo |